# Kasteel van Ast

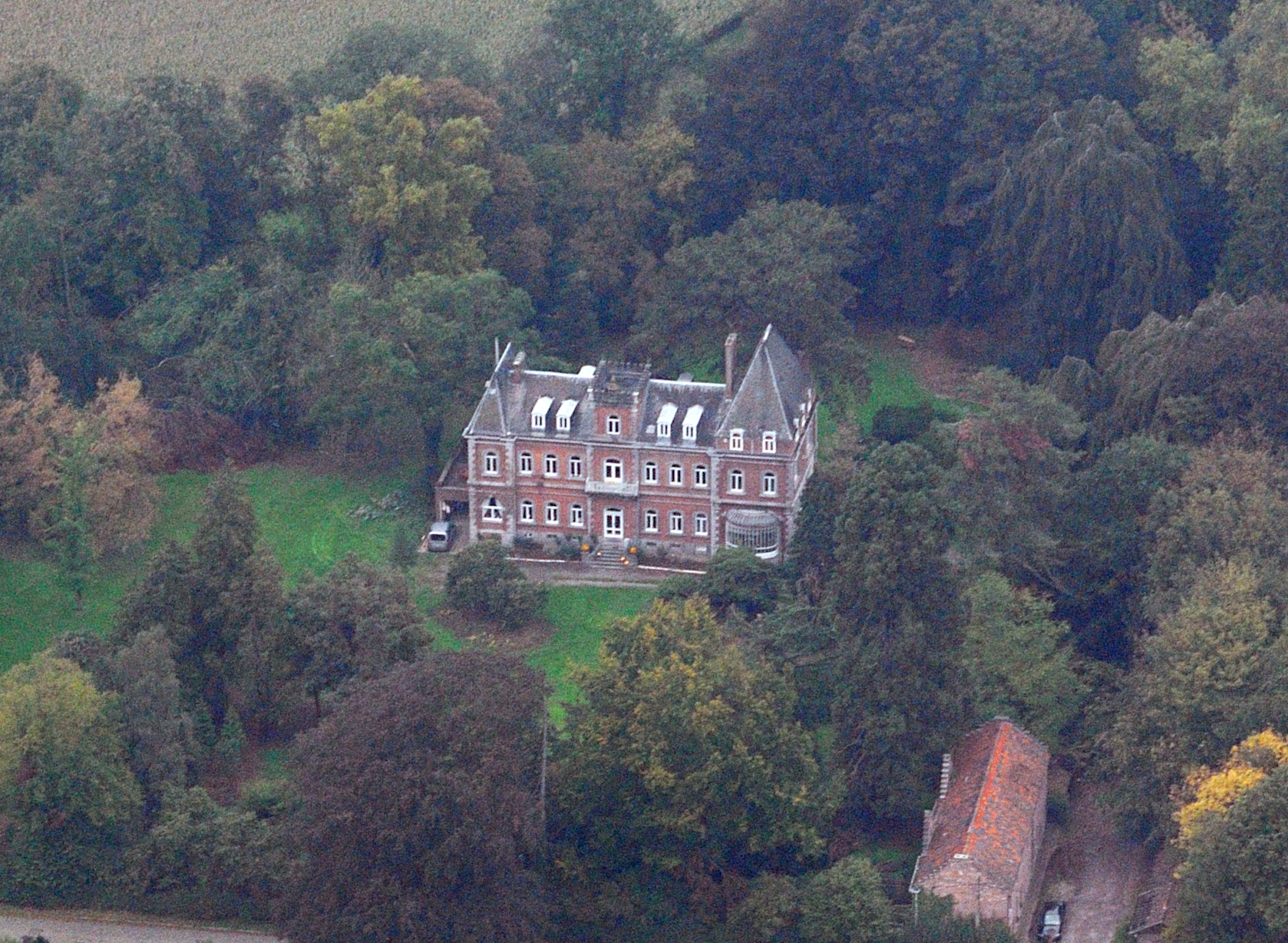
Kasteel van Ast

Het Kasteel van Ast is een landhuis in de tot de Vlaams-Brabantse gemeente Tienen behorende plaats Goetsenhoven, gelegen aan de Aststraat 248-250. Het huis wordt omgeven door een domein van bijna 2 ha.

## Geschiedenis
Het gehucht Den Ast, bij Goetsenhoven, bestond uit enkele boerderijen en een aan Onze-Lieve-Vrouw gewijde kapel, die echter in 1822 werd afgebroken en vervangen door een kleiner kapelletje.
In 1861-1865 kocht Gustaaf Vandenschilde een aantal aaneengesloten percelen en liet daar een landhuis bouwen. Dit eclectisch landhuis heeft in het midden een gekanteeld vierkant torentje.
In 1917 kwam het huis aan Gaston Philips. Die vergrootte het huis nog met twee vleugels, in één ervan werd een wintertuin ingericht als Chinese kamer. Het Chinees meubilair werd echter in 1977 verkocht.